# Bryne
Bryne è un paese situato nella municipalità di Time.
Bryne è situato a circa 25 minuti a sud di Stavanger col treno.
L'area di Bryne è di 4,79 km² con 15 040 abitanti e il paese soltanto con circa 8.600.